# 독일 국방군의 군단 목록
이 목록은 독일 국방군의 군단이다.

## 육군

### 보병
| I - IX (1 ~ 9) - 제1(I)군단 - 제2(II)군단 - 제3(II)군단 - 제4(IV)군단 - 제5(V)군단 - 제6(VI)군단 - 제7(VII)군단 - 제8(VIII)군단 - 제9(IX)군단 | X - XIX (10 ~ 19) - 제10(X)군단 - 제11(XI)군단 - 제12(XVII)군단 - 제13(XIII)군단 - 제14(XIV)군단 - 제15(XV)군단 - 제16(XVI)군단 - 제17(XVII)군단 - 제18(XVIII)군단 - 제19(XIX)군단 | XX - XXIX (20 ~ 29) - 제20(XX)군단 - 제21(XXI)군단 - 제22(XXII)군단 - 제23(XXIII)군단 - 제24(XXIV)군단 - 제25(XXV)군단 - 제26(XXVI)군단 - 제27(XXVII)군단 - 제28(XXVIII)군단 - 제29(XXIX)군단 |

| XXX - XXXIX (30 ~ 39) - 제30(XXX)군단 - 제31(XXXI)군단 - 제32(XXXII)군단 - 제33(XXXIII)군단 - 제34(XXXIV)군단 - 제35(XXXV)군단 - 제36(XXXVI)군단 - 제37(XXXVII)군단 - 제38(XXXVIII)군단 - 제39(XXXIX)군단 | XXXX - XXXXIX (40 ~ 49) - 제40(XXXX)군단 - 제41(XXXXI)군단 - 제42(XXXXII)군단 - 제43(XXXXIII)군단 - 제44(XXXXIV)군단 - 제45(XXXXV)군단 - 제46(XXXXVI)군단 - 제47(XXXXVII)군단 - 제48(XXXXVIII)군단 - 제49(XXXXIX)군단 | L - LIX (50 ~ 59) - 제50(L)군단 - 제51(LI)군단 - 제52(LII)군단 - 제53(LIII)군단 - 제54(LIV)군단 - 제55(LV)군단 - 제56(LVI)군단 - 제57(LVII)군단 - 제58(LVIII)군단 - 제59(LIX)군단 |

| LX - LXIX (60 ~ 69) - 제60(LX)군단 - 제61(LXI)군단 - 제62(LXII)군단 - 제63(LXIII)군단 - 제64(LXIV)군단 - 제65(LXV)군단 - 제66(LXVI)군단 - 제67(LXVII)군단 - 제68(LXVIII)군단 - 제69(LXIX)군단 | LXX - LXXIX (70 ~ 79) - 제70(LXX)군단 - 제71(LXXI)군단 - 제72(LXXII)군단 - 제73(LXXIII)군단 - 제74(LXXIV)군단 - 제75(LXXV)군단 - 제76(LXXVI)군단 - 제77(LXXVII)군단 - 제78(LXXVIII)군단 - 제79(LXXIX)군단 | LXXX - LXXXIX (80 ~ 89) - 제80(LXXX)군단 - 제81(LXXXI)군단 - 제82(LXXXII)군단 - 제83(LXXXIII)군단 - 제84(LXXXIV)군단 - 제85(LXXXV)군단 - 제86(LXXXVI)군단 - 제87(LXXXVII)군단 - 제88(LXXXVIII)군단 - 제89(LXXXIX)군단 |

LXXXX - (90 ~ )
- 제(XC)군단
- 제(XCI)군단
- 제(XCII)군단
- 제(CI)군단

### 차량화
- 제3(III)차량화군단
- 제14(XIV)차량화군단
- 제15(XV)차량화군단
- 제16(XVI)차량화군단
- 제19(XIX)차량화군단
- 제22(XXII)차량화군단
- 제39(XXXIX)차량화군단
- 제40(XXXX)차량화군단
- 제41(XXXXI)차량화군단
- 제44(XXXXIV)차량화군단
- 제47(XXXXVII)차량화군단
- 제49(XXXXIX)차량화군단
- 제54(LIV)차량화군단
- 제57(LVII)차량화군단

### 기갑
- 제3(III)기갑군단
- 제4(IV)기갑군단
- 제7(VII)기갑군단
- 제17(XVII)기갑군단
- 제19(XIX)기갑군단
- 제38(XXXVIII)기갑군단
- 제39(XXXIX)기갑군단
- 제40(XXXX)기갑군단
- 제41(XXXXI)기갑군단
- 제46(XXXXVI)기갑군단
- 제47(XXXXVII)기갑군단
- 제48(XXXXVIII)기갑군단
- 제54(LIV)기갑군단
- 제57(LVII)기갑군단
- 제58(LVIII)기갑군단
- 제74(LXXIV)기갑군단
- 기갑군단 펠트헤른할레
- 기갑군단 그로스도이칠란트

### 산악
- 제15(XI)산악군단
- 제17(XVII)산악군단
- 제18(XVIII)산악군단
- 제19(XIX)산악군단
- 제21(XXI)산악군단
- 제22(XXII)산악군단
- 제36(XXXVI)산악군단
- 제49(XXXXIX)산악군단
- 제51(LI)산악군단
- 제69(LXIX)산악군단
- 제87(LXXXVII)산악군단
- 노르웨이 산악군단

### 예비
- 제61(LXI)예비군단
- 제62(LXIU)예비군단
- 제64(LXIV)예비군단
- 제66(LXVI)예비군단
- 제67(LXVII)예비군단
- 제69(LXIX)예비군단

### 그 외
- 아프리카 군단
- 제1(I)기병군단
- 제1(I)헌병군단
- 제2(II)헌병군단
- 제3(III)헌병군단

## 무장친위대

### 보병
- 제4(IV)SS군단
- 제10(X)SS군단
- 제11(XI)SS군단
- 제12(XII)SS군단
- 제13(XIII)SS군단
- 제14(XIV)SS군단
- 제16(XVI)SS군단
- 제19(XIX)SS군단

### 기갑
- 제1(I)SS기갑군단
- 제2(II)SS기갑군단
- 제3(III)SS기갑군단
- 제4(IV)SS기갑군단
- 제7(VII)SS기갑군단

### 그 외
- 제4(IV)SS산악군단
- 제8(VIII)SS기병군단 - 1945년에 계획은 있었으나 편성되지 않음.
- 제9(IX)무장SS산악군단 크로아티아
- 제15(XV)SS코삭기병군단
- 제17(XVII)무장SS군단 헝가리아

## 공군

### 항공
- 제1(I)항공군단
- 제2(II)항공군단
- 제3(III)항공군단
- 제4(IV)항공군단
- 제5(V)항공군단
- 제6(VI)항공군단
- 제7(VII)항공군단
- 제8(VIII)항공군단
- 제9(IX)항공군단
- 제10(X)항공군단
- 제11(XI)항공군단
- 제12(XII)항공군단
- 제13(XIII)항공군단
- 제14(XIV)항공군단
- 튀니지 항공군단

### 전투기
- 제1(I)전투군단
- 제2(II)전투군단

### 대공
- 제1(I)대공군단
- 제2(II)대공군단
- 제3(III)대공군단
- 제4(IV)대공군단
- 제5(V)대공군단
- 제6(VI)대공군단

### 강하엽병
- 제1(I)강하엽병군단
- 제2(II)강하엽병군단
- 강하기갑군단 헤르만 괴링

### 야전
- 제1공군야전군단
- 제2공군야전군단
- 제3공군야전군단
- 제4공군야전군단

## 같이 보기
- 독일 국방군의 군 목록
- 독일 국방군의 사단 목록